# 毛萼红果树
毛萼红果树（学名：[Stranvaesia amphidoxa] 错误：{{Lang}}：文本有斜体标记（帮助））为蔷薇科红果树属下的一个种。